# كشافة جنوب المحيط الهادئ
كانت كشافة جنوب المحيط الهادئ وحدة حرب الأدغال تشكلت خلال الحرب العالمية الثانية من فيجي و جزر سليمان. شاركوا في عمليات الإنزال الأمريكية في جورجيا الجديد في عام 1943.

## روابط خارجية
- مقاتلو ثا في جزر سليمان - النص
- صور من مقاتلي فيجي في جزر سولومون